# Фредерісія
Фредерісія (дан. Fredericia) — місто й порт у Данії, центр однойменного муніципалітету, на західному березі протоки Малий Бельт. Поєднується мостом з островом Фюн.

## Історія
Місто було засновано 1650 року королем Фредеріком III як фортеця для захисту півострова Ютландія. Місто мало особливі привілеї, включаючи свободу віросповідання та звільнення від податків. Після руйнівної облоги 1849 року данці вигнали солдатів Пруссії та Шлезвіг-Гольштейну, що призвело до укладення перемир'я. У місті збереглись первинні східні оборонні вали та братська могила захисників міста на цвинтарі церкви Сан-Трінітатіс (1689).

## Економіка
Фредерісія є залізничним вузлом. Там виготовляються вироби зі столового срібла, заморожена риба, текстиль, тютюн, мінеральні добрива, продукція машино- та суднобудування. Заснування підприємств із переробки нафти у 1960-х роках надало поштовх для розвитку індустріальної бази. У місті проводяться щорічні промислові виставки.